# Mnata
Mnata – legendarny czeski książę, trzeci z kolei z dynastii Przemyślidów.
Znany jedynie z Kroniki Kosmasa z Pragi. Ani Kosmas, ani późniejsza tradycja, nie podają żadnych bliższych informacji na temat Mnaty poza tym, że był następcą Niezamysła.
Po Mnacie rządy miał objąć Wojen.